# Anfião
Anfião é uma figura destacada na mitologia grega, reconhecido por sua habilidade musical e por sua contribuição na construção das muralhas de Tebas. Filho de Zeus e da rainha Antíope, Anfião teve uma vida marcada por feitos notáveis e tragédias pessoais.

### Origem e Infância
Anfião e seu irmão gêmeo, Zeto, nasceram da união de Zeus com Antíope, rainha de Tebas. Após o nascimento, foram abandonados no Monte Citerão e criados por pastores, desconhecendo sua origem divina. Segundo a mitologia, Hermes presenteou Anfião com uma lira, instrumento que desempenharia um papel crucial em sua vida.

### Habilidade Musical e Construção de Tebas
Dotado de grande talento musical, Anfião, com o auxílio da lira dada por Hermes, possuía a capacidade de mover pedras com a música, facilitando a construção das muralhas de Tebas. Este relato simboliza a valorização da arte e da música na cultura grega antiga.

### Tragédia Familiar
Anfião casou-se com Níobe, que, em um ato de arrogância, desafiou a deusa Leto, mãe de Apolo e Ártemis, vangloriando-se de ter mais filhos. Como punição, Apolo e Ártemis exterminaram todos os filhos de Níobe. Devastado pela perda, Anfião tirou a própria vida, exemplificando a temática da hybris (soberba) e sua consequente retribuição divina na mitologia grega.